# Satoshi Yamaguchi (fodboldspiller, født i 1959)
 For alternative betydninger, se Satoshi Yamaguchi. (Se også artikler, som begynder med Satoshi Yamaguchi)
Satoshi Yamaguchi (født 1. august 1959) er en japansk fodboldspiller.

## Japans fodboldlandshold
| Japans landshold | Japans landshold | Japans landshold |
| År               | Kmp              | Mål              |
| ---------------- | ---------------- | ---------------- |
| 1981             | 1                | 0                |
| Total            | 1                | 0                |